# Vinícius Lopes
Vinícius Lopes da Silva (Monte do Carmo, 7 mei 1999) is een Braziliaans voetballer die in het seizoen 2023/24 door Botafogo FR wordt uitgeleend aan CD Santa Clara.

## Carrière

### Goiás EC
Lopes sloot zich op zijn zestiende aan bij Goiás EC. Op 20 oktober 2019 maakte hij zijn officiële debuut voor de club in de competitiewedstrijd tegen Associação Chapecoense de Futebol. In het seizoen 2020 degradeerde hij met de club uit de Série A, maar een jaar later keerde hij met de club terug naar het hoogste niveau.

### Botafogo FR
In januari 2022 tekende Lopes bij Botafogo FR, dat in 2021 net als Goiás naar de Série A was gepromoveerd. In zijn debuutseizoen kwam hij twintig keer in actie voor de club: naast zestien wedstrijden in de Série A speelde hij ook twee keer in de Campeonato Carioca en twee keer in de Copa do Brasil. Lopes scoorde dat seizoen twee keer in de Série A: op de dertiende speeldag scoorde hij tegen SC Internacional in de 19e minuut de 2-1-aansluitingstreffer – waarna Botafogo uiteindelijk nog met 2-3 won –, en op de vijftiende competitiespeeldag scoorde hij de enige goal in de 0-1-zege tegen Red Bull Bragantino.

### RWDM
Op 6 september 2022 ondertekende hij een huurcontract bij de Belgische tweedeklasser RWDM, die net als Botafogo in handen is van John Textor. Eerder die zomer hadden ook al Barreto, Ênio, Rikelmi, Juninho en Luís Oyama op huurbasis de overstap gemaakt van Botafogo naar RWDM.
Op 11 september 2022 maakte hij zijn officiële debuut voor de club: op de vijfde competitiespeeldag liet interim-trainer Frédéric Stilmant hem in de 1-2-zege tegen KMSK Deinze in de 81e minuut invallen voor doelpuntenmaker Luke Plange. Een week later viel hij tegen Jong Genk (1-1-gelijkspel) in de 62e minuut in voor Bryan Smeets. Op 24 september 2022 kreeg hij zijn eerste officiële basisplaats in de bekerwedstrijd tegen KSV Oudenaarde (3-0-winst). Lopes speelde een vrij anonieme eerste helft, maar opende in de 40e minuut toch de score. Het zou uiteindelijk zijn enige basisplaats van het seizoen zijn. Lopes kwam wel in actie in achttien officiële wedstrijden, maar in zeventien daarvan – naast zestien competitiewedstrijden ook de bekerwedstrijd tegen KV Kortrijk – was hij dus invaller. Op het einde van het seizoen dwong hij met de club promotie naar de Jupiler Pro League af.

### CD Santa Clara
In juli 2023 leende Botafogo hem opnieuw uit, ditmaal aan CD Santa Clara, een club uit de Azoren die net uit de Portugese hoogste divisie was gedegradeerd.